# 錫多連科韋
錫多連科韋（羅馬化：Sydorenkove）是烏克蘭東部哈爾科夫州博霍杜希夫區瓦爾基市鎮的村莊。該村始建於1650年，面積25.9平方公里，海拔高度166米，2001年人口804，人口密度每平方公里31.1人。